# Zaharia Antinescu
Zaharia (Zacharia) Antinescu (n. 2 septembrie 1826, Brașov – d.  11 iunie 1902, Ploiești sau Brașov) a fost un profesor, scriitor, publicist și autor de manuale școlare originar din Brașov, membru al Asociației Transilvane pentru Literatura Română și Cultura Poporului Român, al Societății Geografice Române și al Societății Geografice din Lisabona, decorat cu Medalia „Bene Merenti”. 

## Biografie

### Copilăria, tinerețea și educația
Fiul lui Ioan Antinescu (profesor) și al Ecaterinei, născută Pitișiǔ, Zaharia Antinescu a urmat cursurile școlii primare și ale gimnaziului catolic (actualul Colegiu Național „Áprily Lajos”) din orașul natal. Prezența lui Iacob Mureșianu ca director al școlii și profesor de limba latină la liceul brașovean a atras un număr mare de elevi români și a asigurat, astfel, predarea disciplinelor de studiu, până în anul 1860, și în limba română. Antinescu a rememorat experiența de a-l avea ca dascăl pe Iacob Mureșianu astfel: 
„în judecata mea de copil, ‘mi plăcea a crede, că Românul Iacob Murășianu funcționa aici numai pentru mine și ceilalți conscolari Români, și nu și pentru ceilalți conscolari de altă naționalitate. De aceia zelul meu pentru studiu crescea din zi în zi, așia că și aici nu am lăsat clasă în care să nu fiu premiatu.”—Zacharia Antinescu, Autobiographia mea séǔ Un voĭagiǔ în timpǔ de 70 anĭ. Prosa și Poesia 1826-1896

### Maturitatea și viața de familie
Zaharia Antinescu s-a căsătorit la 18 ani cu Iudita, născută Martinovici. Au avut împreună  doi copii: Emilia și Iancu. Iudita a decedat, după o „viuéță conjugală de 7 Anĭ”, și, după încă doi ani, Zaharia Antinescu s-a recăsătorit cu Domnica Dimitriu, alături de care a rămas timp de 26 de ani, până la moartea acesteia, la 11 noiembrie 1879. Cu cea de-a doua soție, Antinescu a avut încă 9 copii (5 băieți și 4 fete).
În 1848 s-a mutat la Ploiești, în județul Prahova. Plecarea precipitată spre Țara Românească, alături de Iudita și de fiica lor, Emilia, s-a produs pe fundalul incertitudinii și al frământărilor sociale provocate de Revoluția Maghiară, fiind o consecință a implicării sale politice, care l-a forțat să se refugieze în România de teama represaliilor. Cu toate acestea, în 1856 a fost arestat de armata Austro-Ungariei, la decizia Consulatului Austriac. Antinescu a fost invitat să se prezinte la comandantul garnizoanei austriece din Ploiești, unde i s-a comunicat că a doua zi urma să fie însoțit de o santinelă la București. Aici a avut loc un interogatoriu, în urma căruia i s-a adus acuzația „că eǔ așiǔ fi agitatorul Ploescenilor în contra oștirei și că eǔ așiǔ fi îndemnat și așiǔ fi compus chiar petițiunea Arendașiului”. A făcut 18 zile de arest la București. După interogatoriu, i-a fost interzisă revenirea la Ploiești, așa că a rămas, pentru 6 săptămâni, la București, găzduit de un prieten, care a trebuit să garanteze pentru el. După cele 6 săptămâni de așteptare, a fost invitat la Consulat pentru comunicarea sentinței pronunțate de Guvernul Transilvaniei: „că pe cât timp trupele austriace vorǔ mai sta în Romania, eǔ să fiǔ exilat în Austria sub priveghiăre polițienéscă.” Oficialitățile i-au pus la dispoziție un act de liberă trecere pentru Brașov, unde a fost exilat în casa părintească, sub supravegherea poliției. A obținut ulterior o învoire pentru a merge la Sibiu, în audiență la Guvernatorul Transilvaniei, Principele de Schwanzerberg, unde i s-a eliberat un pașaport de reîntoarcere în România. După 96 de zile, a revenit alături de familia sa, la Ploiești.
Vreme de opt ani, Zaharia Antinescu a dat meditații la limba română și limba germană pentru diverse familii din județul său adoptiv. În anul 1865, când s-a înființat Instituția Consiliilor Județene, a fost ales membru în Consiliul Județean de Prahova. Anul următor, a preluat conducerea Comitetului de Inspecțiune Școlară din Ploiești, fără a fi remunerat, pentru că, din lipsă de fonduri, suma aferentă salariului nu fusese cuprinsă în bugetul primăriei. Antinescu și-a cedat drepturile bănești datorate de instituție (3000 lei) Casei Comunale a Orașului Ploiești.
În 1889 a vizitat Expoziția Universală de la Paris, experiență pe care a descris-o minuțios în volumul său autobiografic.
A suferit de reumatism, pe care și l-a tratat la băi sulfuroase din Câmpina, Slănic, Pucioasa, Mehadia, Băile Herculane. În ciuda curelor, însă, a rămas țintuit la pat pentru 11 luni.
A murit în 1902, la vârsta de 75 de ani.

## Cariera

### Activitatea pedagogică
A studiat pedagogia la Sibiu, apoi teologia, cu episcopul greco-ortodox Vasilie Moga. Zaharia Antinescu a fost mai atras de posibilitatea unei cariere pedagogice și mai puțin de cea a unei vieți clericale. Primii ani de învățământ i-a petrecut la școlile din Brașov și Săcele, județul Brașov. A fost reprezentantul școlii din Săcele la Adunarea de la Blaj, din anul 1848. În 1855 a fost numit profesor „de studiile limbei române” la unica școală de fete din Ploiești, compusă din trei clase primare, și care, la vremea respectivă, funcționa cu un singur institutor. A ocupat această catedră până la sfârșitul lunii aprilie 1860, când a fost transferat la Școala Domnească (școala de băieți), unde a funcționat până la ieșirea la pensie. Până în 1893, a predat la Școala Normală (unde a ocupat, vreme de 2 ani, și funcția de director). Aici l-a avut elev, pentru un an, pe viitorul dramaturg I.L. Caragiale. S-a speculat că Zaharia Antinescu i-a servit de model lui I.L. Caragiale în conturarea personajului Zaharia Trahanache, din comedia O scrisoare pierdută. 
Antinescu s-a implicat activ în înființarea și construirea liceului de băieți „Sfinții Petru și Pavel” din Ploiești (actualul Colegiu Național „I.L. Caragiale”), căruia i-a și donat o serie de volume din impresionanta sa bibliotecă personală. S-a retras din viața pedagogică la 1 aprilie 1891, după 43 de ani de activitate.
Zaharia Antinescu e autorul primului manual de geografie din țară scris în formă catehetică – Geografia României și a țerilor învecinate pentru usul claselor primare urbane și rurale de ambele sexe: prelucrată dupe nuoul method – publicat în anul 1876.

### Activitatea literară și publicistică

#### Poetul
Poetul Zaharia Antinescu a fost extrem de prolific, producția lui artistică acoperind o gamă largă de specii lirice, în special ode și elegii. Versurile îi erau prilejuite de diverse evenimente mai însemnate din viața personală – perioada detenției, decesul membrilor familiei ori al diverșilor cunoscuți –, ori din viața urbei – inaugurarea gimnaziului „Sfinții Petru și Pavel”, ridicarea Statuii Libertății din Ploiești, aniversarea secțiunii prahovene a Societății pentru Învățătura Poporului Român etc., însă sunt lipsite, în cea mai mare parte, de o valoare literară autentică.  
Singurele creații care s-au bucurat de un oarecare succes de public au fost poeziile sale patriotice, cum e cazul „Literaților români” sau al poeziei „Vocea unui orb”, publicată în 1861 în ziarele Reforma și Românul și recenzată de C.A. Rosetti. 

#### Memorialistul
Autobiographia mea séǔ Un voĭagiǔ în timpǔ de 70 anĭ. Prosa și Poesia 1826-1896 e cea mai importantă dintre operele lui Antinescu. Deși redactat într-un stil emfatic și străbătut de un puternic curent naționalist, cu accente xenofobe și antisemite, fără calități narative sau stilistice deosebite, adunând laolaltă o serie de versificări ocazionale și de confesiuni sentențioase, volumul rămâne o sursă documentară semnificativă despre dezvoltarea orașului Ploiești. E investigată urbanistica, sunt descriși locuitorii, starea învățământului, viața în timpul stăpânirii austro-ungare și tensiunile provocate de Războiul ruso-turc (1877-1878), sunt înregistrate evenimente notabile din istoria orașului: ridicarea monumentului Libertății, înființarea primelor școli, construirea bulevardului Independenței etc.
Sunt surprinse și transformările prin care a trecut orașul Sinaia, odată cu urcarea pe tron a lui Carol I și instaurarea regalității. Pagini întregi sunt dedicate descrierii Sărbătorii Junilor din Brașov ori construirii unor portrete memorabile pentru o serie de personalități de marcă din Transilvania: Iacob Mureșianu, Andrei Mureșianu, Ioan Popasu, Andrei Șaguna etc.

#### Publicistul
Antinescu a scris sistematic în ziarele vremii, colaborând nu doar la periodicele locale, ci și la cele cu circuit național. Printre acestea, se numără publicații din Brașov: Foaie pentru minte, inimă și literatură; Ploiești: Democratul, Curierul Prahovei și Vocea Prahovei; București: Românul, România liberă, Reforma, Telegraful; Cluj-Napoca: Predicatoriulu Săteanului Românu; Sibiu: Telegraful român sau Oradea: Familia.
Și-a semnat articolele și poeziile publicate în reviste cu numele Z. Antinescu și cu pseudonimele Zantip și Eremitul din Carpați.

### Receptare critică
Părerile emise în epocă cu privire la valoarea creațiilor lirice ale lui Zaharia Antinescu merg mai mult în direcția aprecierii „hărniciei” poetului decât a calității operei lui.  Antinescu e pomenit frecvent în publicațiile vremii în calitate de institutor al lui I.L. Caragiale, prilej cu care exegeții operei lui Caragiale fac uneori și observații legate de pasiunea lui Antinescu pentru scris.
Nicolae Iorga, în Istoria literaturii române contemporane, amintește de școala din Ploiești unde a fost elev I.L. Caragiale și unde „strălucia «poetul» Zaharia Antinescu, altfel un om interesant”.
În Revista istorică din anul 1926 e pomenit „harnicul, dar puțin ridiculul institutor ploieștean Zaharia Antinescu”. Opera lui Antinescu nu s-a bucurat de o întâmpinare favorabilă nici în revistele de specialitate. 
Șerban Cioculescu a afirmat într-un text despre I.L. Caragiale (publicat în Revista Fundațiilor Regale) că acesta din urmă „dobândise învățătură temeinică dela veneratul său institutor Bazil Drăgoșescu, emerit gramatician, care nu avea mâncărime de condei ca inenarabilul său coleg, Zaharia Antinescu, de ale cărui versuri proaste râdeau pe înfundate colegii și chiar învățăceii…” Revista Contemporanul – al cărei redactor-șef, Ioan Nădejde, a dus o luptă tenace  împotriva utilizării deficitare a limbii române și pentru demascarea plagiatelor – a publicat o cronică amplă despre volumul Flori de pe Carpați, sancționând sarcastic derapajele lingvistice, stilistice și gramaticale ale poetului.
Literatorul a dat curs invitației lui Antinescu – care s-a plâns redacției, într-o scrisoare, de lipsa de reacție a colectivului revistei la publicarea volumului Flori de pe Carpați – semnalând apariția cărții în termeni nu foarte elogioși:  
„Ense de vreme ce d. Antinescu, se plânge, printr'o scrisoare ce ne adresează, de această tăcere, suntem siliți să eșim din rezerva noastră și să'i spunem că în urma laudelor ce i s'au adus prin diferite ziare, nouă nu ne remâne de zis nimic. Urăm prin urmare, volumului seu, ca și de aci înainte să fie cumperat și citit, pentru ca iubitorii de literatură, luându-'l in de amănuntă cercetare, și comparându'î conținutul, atât din punctul de vedere al formei cât și din acela al fondului, — cu alte publicațiuni literare de acelaș natură, să ajungă să'și dea seama despre bun și despre reu, despre frumos și despre urît.”—Revista Literatorul, p. 725

## Influență și recunoaștere
Apreciat pentru activitatea sa pluridisciplinară, Zaharia Antinescu a fost distins cu multiple titluri și a făcut parte din numeroase societăți literare, culturale, științifice și umanitare din țară și din străinătate. 
În anul 1861, a luat parte la prima Adunare Generală a Asociațiunei Transilvane pentru Literatura Română și Cultura Poporului Român (ASTRA), care s-a ținut la Brașov, în marele salon al Gimnaziului român. A devenit  membru ASTRA după 3 ani de la fondarea Asociației.  
A fost membru în Societatea Geografică Română și Societatea Geografică din Lisabona, membru al Ateneului Român, membru al Academiei Regale „La Stella d’Italia” din Chieti și al Academiei literare „Della Cultura Moderna” din Pisa, membru onorific al Societății Presei etc.  
A fost decorat cu Medalia „Bene Merenti”, i s-a acordat titlul de „Officier” al Ordinului Regal Hospitalier și Umanitar „St. Catherine du Mont-Sinai” și cel de Cavaler al Ordinului Regal și Umanitar de „Mélusine” din Franța și premiul „Giuseppe Garibaldi”. A primit mai multe diplome din partea Academiei „Stella d’Italia”.

## Opera (listă selectivă)

#### Manuale școlare și auxiliare didactice
- (1876) Geografia României și a țerilor învecinate pentru usul claselor primare urbane și rurale de ambele sexe: prelucrată dupe nuoul method
- (1878) Geografia României și a țărilor locuite de români
- (1880) Elemente de geografie
- (1887) Recitări de poezii și mici compuneri de felicitări sau Morala micilor copii
- (1899) Cheia universală a sciințelor umane din secolul al XIX

#### Conferințe, memorialistică, eseistică
- (1856) Providența sau Nici o faptă fără răsplată
- (1874) Pharulu séǔ Bunele exemple alle părinților multu folosescu fiiloru
- (1883) Un philo-român
- (1888) Missiunea femeii pe pămentú și Femeile celebre din anticitate: conferință publică
- (1896) Autobiographia mea séǔ Un voĭagiǔ în timpǔ de 70 anĭ. Prosa și Poesia 1826-1896
- (1900) Încă trei ani de viúéță. Suplement la opera editată: Autobiographia mea séǔ Un voĭagiǔ în timpǔ de 70 anĭ. Prosa și Poesia 1826-1896

#### Poezie
- (1881) Armonii de la 14 Martie și 10 Maiu 1881 (volum colectiv)
- (1882) Flori de pe Carpați. Poesii 1847-1882

#### Traduceri
- (1856) M. Jokai, Proscrisul de la Sevastopol
- (1869) Charles Monselet, Francmasoneria femeilor